# Emanuel Rostworowski
Emanuel Mateusz Rostworowski (ur. 8 stycznia 1923 w Krakowie, zm. 8 października 1989 tamże) – polski historyk, profesor, członek Polskiej Akademii Nauk.

## Wywód genealogiczny[3]
| 4. Joachim Rostworowski prawnuk Eliasza Wodzickiego i Mikołaja Małachowskiego |  |                              |  |  |                         |
|                                                                               |  | 2. Karol Hubert Rostworowski |  |  |                         |
| 5. Helena Moszyńska córka Piotra Moszyńskiego                                 |  |                              |  |  |                         |
|                                                                               |  |                              |  |  | 1. Emanuel Rostworowski |
| 6. Jan Chościak Popiel syn Pawła Popiela i prawnuk Marcina Badeniego          |  |                              |  |  |                         |
|                                                                               |  | 3. Róża Chościak Popiel      |  |  |                         |
| 7. Jadwiga Dunin-Borkowska wnuczka Karola Józefa hr. Larysza                  |  |                              |  |  |                         |
|                                                                               |  |                              |  |  |                         |

## Życiorys
Był najmłodszym synem Karola Huberta Rostworowskiego i Róży z Popielów. Jego starszymi braćmi byli: Marek Rostworowski – historyk sztuki i Jan Rostworowski – poeta.
W 1939 r. Rostworowski ukończył III Gimnazjum im. Jana Sobieskiego w Krakowie. W czasie wojny, po powrocie z ewakuacyjnej wędrówki, mieszkał w majątku Wójcza należącym do spokrewnionych z nim Popielów. Następnie, od 1943 r., zamieszkał w Ruszczy, gdzie pracował jako księgowy. Dojeżdzał na tajne komplety do Krakowa. W 1941 r. dwukrotnie podchodził do matury. Po raz pierwszy otrzymał prawie same oceny niedostateczne, w tym także z historii. Za drugim razem oceny z egzaminów maturalnych były już lepsze, choć nadal Rostworowski miał poprawkę z historii. Tak słabe wyniki, jak stwierdzał przyszły historyk, były związane z trudnym okresem okupacji, nauką z posiadanych podręczników, jakie znalazł u gospodarzy, u których mieszkał, oraz braku planu i systematyczności nauki. Przystępując do egzaminu maturalnego, jak sam mówił, nie znał nawet przebiegu szlaku bojowego Legionów Piłsudskiego.
Studia historyczne podjął w 1943 r. na tajnym Uniwersytecie Jagiellońskim. Wybór tego kierunku był związany z następującym faktem: Myślałem, że nauka historii najlepiej pomoże rozeznać, skąd wzięliśmy się i dokąd idziemy. Interesowała mnie antropogeneza, narodziny cywilizacji, systemów religijnych i etycznych.
Uczęszczał na seminarium znakomitego historyka Władysława Konopczyńskiego, który rozbudził w nim zainteresowanie XVIII w. Tam też zapoznał się z warsztatem naukowym historyka. W marcu 1945 r. został powołany do służby wojskowej. Odsłużył kilka miesięcy w wojsku, w stopniu starszego szeregowego. W 1973 r. otrzymał odznaczenie za udział w walkach o Berlin, w których de facto nie uczestniczył. Dzięki wstawiennictwu prof. Konopczyńskiego, który zaświadczył, że Rostworowski jest jego asystentem wolontariuszem, został zwolniony z wojska (wówczas stacjonował w Skierniewicach). Po powrocie do Krakowa, uczęszczał na seminarium Józefa Feldmana, który doceniając jego talent zaangażował go do funkcji asystenta wolontariusza. Rozpoczął wówczas także pracę w Kole Historyków Uniwersytetu Jagiellońskiego, najpierw jako kierownik sekcji naukowej, z czasem jako wiceprezes Koła. Po śmierci Feldmana ponownie powrócił na seminarium Konopczyńskiego, gdzie przygotował pracę magisterską Książę d`Aiguillon a Polska, która została przyjęta z wynikiem bardzo dobrym w dniu 6 września 1947 r. W skróconej wersji praca ta została wydana w XVIII tomie Roczników Historycznych (1949) pt. Na drodze do pierwszego rozbioru.
Wcześniejsza funkcja umożliwiła mu podjęcie z dniem 1 grudnia 1946 r., dzięki poparciu Kazimierza Piwarskiego, pracy na stanowisku młodszego asystenta w Katedrze Historii Nowożytnej kierowanej przez Władysława Konopczyńskiego. Jesienią 1948 r. musiał chwilowo zawiesić prace nad doktoratem w związku z nagonką władz komunistycznych wobec Konopczyńskiego (m.in. zawieszono wydawanie PSB oraz przeniesiono go na emeryturę), któremu pozostał nadal wierny. Ostatecznie doktorat Francja wobec kandydatury Stanisława Leszczyńskiego na tron polski w latach 1726–1733 został przyjęty z oceną bardzo dobrą w dniu 21 lutego 1950 r. Promotorem był Piwarski, zaś recenzentem Kazimierz Lepszy. Od 1 września 1949 r. pracował jako starszy asystent w Katedrze Historii Nowożytnej Powszechnej, zaś od czerwca 1951 r. był pracownikiem w Katedrze Historii Polski Nowożytnej pod kierownictwem czołowej przedstawicielki marksizmu w Polsce – Celiny Bobińskiej. Rostworowski nie specjalnie interesował się prowadzoną w ramach katedry tematyką badań nad historią wsi małopolskiej. Mimo tego napisał interesujące studium pt. Reforma pawłowska Pawła Ksawerego Brzostowskiego, opublikowaną na łamach Przeglądu Historycznego (t. 44, 1953). Artykuł ten wykazał cechy charakteru przyszłego redaktora PSB: bogactwo podstawy źródłowej, wnikliwą interpretację źródeł, precyzyjność stawianych tez, jasność wykładu oraz niezależność w stosunku do ustaleń dawniejszej literatury. Ostatecznie, jako główny motyw podjętych przez Brzostowskiego reform, postawił słusznie, dążenie do zwiększenia intensywności gospodarki rolnej poprzez zerwanie z nisko wydajną pracą pańszczyźnianą.
Dążąc do uniezależnienia się, w 1952 r. Rostworowski rozpoczął pracę w zespole do edycji Materiałów do dziejów Sejmu Czteroletniego powstałym przy Polskim Towarzystwie Historycznym, później przy IH PAN. Wydawanie materiałów do dziejów sejmu wielkiego umożliwiało pracę bez otoczki metodologiczno-ideologicznej. Rostworowski uczestniczył w tym dziele do wydania ostatniego – szóstego tomu (1969) poświęconego kwestii żydowskiej. Wniósł ok. 50% wkładu merytorycznego.
Praca przy wydawaniu źródeł umożliwiła mu z dniem 1 maja 1955 r. uzyskania etatu adiunkta w Pracowni Badań Agrarnych IH PAN.
W dniu 30 czerwca 1955 r. Centralna Komisja Kwalifikacyjna dla pracowników nauki nadała Rostworowskiemu tytuł docenta (nie było wówczas habilitacji). Opiniodawcami wniosku o docenturę byli znani historycy Witold Kula i Kazimierz Lepszy. Wkrótce, bo 16 kwietnia 1956 r., Rostworowski został członkiem Pracowni Edytorskiej i Stosunków Międzynarodowych. Niedługo potem (kwiecień 1956 r.) przeszedł do Pracowni edytorskiej Działu II Instytutu PAN.
22 września 1961 r. Rostworowski został profesorem nadzwyczajnym. Jego dorobek analizował historyk Józef Dutkiewicz, który w opinii wyraził się pozytywnie o jego dużym dorobku naukowym, choć wyraził wątpliwość, czy aby spośród wówczas pracujących docentów na UJ, akurat on, jako pierwszy miałby być mianowany.
W tym samym roku został szefem Pracowni Stosunków Międzynarodowych IH PAN. W 1964 r. został członkiem Rady Naukowej Instytutu Historii. W latach 1957–1966 był także sekretarzem krakowskiego Oddziału Komisji Historycznej PAN. W latach 1966–1969 pełnił funkcję zastępcy przewodniczącego Oddziału, a następnie do 1983 r. przewodniczącego. Po rezygnacji otrzymał tytuł honorowego przewodniczącego.
W dniu 9 stycznia 1971 r. po pozytywnej opinii recenzenta – Witolda Kuli – został mianowany profesorem zwyczajnym.
W 1964 r. został z wyboru znakomitego mediewisty Tadeusza Manteuffla trzecim redaktorem Polskiego Słownika Biograficznego. Pracował na tym stanowisku aż do śmierci. Napisał łącznie 66 biogramów, zaś jako redaktor zredagował 21 tomów, od litery J do R, łącznie ok. 13 000 biogramów. Na stanowisku redaktora wykazał Rostworowski zmysł organizacyjny, a praca nad nim stała się wkrótce jego życiową pasją, co udaje się odczytać z jego wypowiedzi na łamach czasopism Kwartalnik Historyczny i Dziejów Najnowszych. Początkowo planował zakończyć główną serię w 1992 r., która liczyłaby 27 000 biogramów w 36 tomach (czyli przed swoją emeryturą). Natomiast później miały ukazać się suplementy do Słownika oraz przygotowanie drugiego, uzupełnionego i poprawionego wydania PSB. Kiedy ze względu m.in. na przybywanie osób współcześnie zmarłych oraz tendencji do wydłużania biogramów, postawione wcześniej zadanie okazało się trudne do realizacji, Rostworowski na łamach XX tomu PSB zapowiedział znaczne powiększenie objętościowe poszczególnych tomów, by dzięki temu zrealizować wcześniejszy plan. Jednakże w tomie XXX stwierdził, że ze względu na siły redakcji jak i wydolność rynku autorskiego jest to zadanie niemożliwe do realizacji.
Jednakże główną przeszkodą w realizacji zamierzonego celu były wysokie wymagania postawione przez redaktora naczelnego PSB autorom haseł. O ile w pierwszych tomach PSB poprzestawano na referowaniu dorobku literatury, a i biogramy były często pobieżne, o tyle za Rostworowskiego biogramy stawały się minimonografiami. Te tendencje wyrażają dwie opublikowane instrukcje dla autorów (1966 i 1976). Wymagano już nie tylko napisania biogramu na podstawie literatury i źródeł drukowanych, ale także w coraz to większym zakresie badań archiwalnych. Przykład dawał sam Rostworowski, którego biogramy ukazywały częstokroć osoby w nowym świetle, ale także i epokę, w której działały.
W 1979 r. został członkiem korespondentem, a w 1989 r. członkiem rzeczywistym PAN.
Oprócz redakcji PSB Rostworowski napisał niezastąpioną syntezę dziejów powszechnych XVIII w. Prace nad nią, jak wynika to z korespondencji swoim bliskim przyjacielem – historykiem Jerzym Michalskim, rozpoczął latem 1965 r. Ostatecznie praca ukazała się dopiero w 1977 r. Już rok później Rostworowskiego uhonorowano wieloma nagrodami, które zbiegły się z publikacją syntezy, ale głównie wiązały się z wydaniem dwudziestu tomów PSB. Były to m.in. nagroda sekretarza naukowego PWN, nagroda im. Joachima Lelewela, nagroda im. Włodzimierza Pietrzaka za całokształt dorobku naukowego w zakresie XVIII w. oraz nagroda Fundacji Alfreda Jurzykowskiego w Nowym Yorku (1979).
W 1985 r. ukazała się ostatnia książka profesora Popioły i korzenie, która poruszała tematykę rodzinno-genealogiczną rodziny Rostworowskich.
Przez większość życia mieszkał w Krakowie. W 1974 r. przeprowadził się do Rybnej pod Krakowem i zamieszkał w dworze, którzy dawniej należał do jego stryja. Za odnowienie dworu i otaczającego go parku dostał nagrodę Ministra Kultury i Sztuki.
Profesor zmarł w dniu 8 października 1989 r. Został w dniu 14 października pochowany w grobowcu rodzinnym na cmentarzu parafialnym w Rybnej.

## Życie osobiste
W dniu 1 lipca 1948 r. poślubił Renatę Brenstiern-Pfanhauser (1924-1997), córkę Józefa i Marii z Zgleczewskich h. Rola. Miał trzech synów: Karola (1950) – inżyniera rolnika; Marcina (1953) – plastyka, kowala artystycznego i Dominika (1954) – filologa klasycznego, malarza.

## Dzieła
- Historia powszechna – wiek XVIII, Warszawa 1977.
- Sprawa aukcji wojska na tle sytuacji politycznej przed Sejmem Czteroletnim, Warszawa 1957.
- O polską koronę. Polityka Francji w latach 1725-1733, 1958.
- Legendy i fakty XVIII wieku, Warszawa 1963.
- Ostatni król Rzeczypospolitej. Geneza i upadek Konstytucji 3 maja, Warszawa 1966.
- Popioły i korzenie. Szkice historyczne i rodzinne, Kraków 1985.
- Materiały do dziejów Sejmu Czteroletniego, t. 1-5, Wrocław 1955-1964 (współredaktor).

## Biogramy osób w PSB autorstwa Emanuela Rostworowskiego
1. Głebocki Karol (II poł. XVIII w.), t. VIII, s. 110.
2. Gomoliński Ignacy (II poł. XVIII w.), t. VIII, s. 269.
3. Gosiewski Bogusław Korwin (ok. 1660–1774), t. VIII, s. 340–342.
4. Griesheim Karol Fryderyk (II poł. XVIII w.), t. VIII, s. 577–578.
5. Hennig-Henninski Fryderyk Ernest (II poł. XVIII w.), t. IX, s. 396–398.
6. Hryniewiecki Kajetan (zm. 1796), t. X, s. 60–61.
7. Hulewicz Benedykt (1750–1817), t. X, s. 89–92.
8. Hulewicz Leon (II poł. XVIII w.), t. X, s. 94.
9. Hulewicz Stanisław (II poł. XVIII w.), t. X, s. 95.
10. Husarzewski Aleksy Onufry (1714?–1782), t. X, s. 118–120.
11. Hylzen Jan August (1702–1767), t. X, s. 128–129.
12. Hylzen Jerzy Mikołaj (1692–1775), t. X, s. 130.
13. Hylzen Józef Jerzy (1736–1786), t. X, s. 130–133.
14. Jaroszyński Mikołaj (ur. 1742), t. XI, s. 19–20.
15. Jelski Franciszek (1738–1821), t. XI, s. 152.
16. Jelski Konstanty (zm. 1799), t. XI, s. 154–155.
17. Jelski Stanisław (zm. 1829), t. XI, s. 158–159.
18. Jerlicz Roch (ur. ok. 1740), t. XI, s. 176–177.
19. Jordan Jan (zm. 1810), t. XI, s. 278–279.
20. Judycki Joachim (II poł. XVIII w.), t. XI, s. 310–311.
21. Judycki Józef (II poł. XVIII w.), t. XI, s. 311–314.
22. Karp Benedykt (1734–1805), t. XII, s. 91–92.
23. Karp Ignacy (1780–1809), t. XII, s. 93.
24. Karp Maurycy Franciszek (1749–1817), t. XII, s. 95–97.
25. Kluczewski Ignacy (II poł. XVIII w.), t. XIII, s. 16–17.
26. Kobyłecki Michał (II poł. XVIII w.), t. XIII, s. 174–175.
27. Konopczyński Władysław (1880–1952), t.  XIII, s. 556–561.
28. Krzucki Ignacy (ur. ok. 1750), t. XV, s. 542–544.
29. Kurdwanowski Kajetan (zm. 1811), t. XVI, s. 234–236.
30. Ledóchowski Antoni (1755–1835), t. XVI, s. 619–620, (wspólnie z Alfonsem Schletzem).
31. Legowicz Józef (zm. 1811), t. XVII, s. 4.
32. L`Huilier Simon-Antoine-Jean (1750–1840), t. XVII, s. 267–270.
33. Lubecki Franciszek (zm. 1806), t. XVII, s. 578–579.
34. Lubomirski Franciszek Ksawery (1747–1819), t. XVIII, s. 32–33.
35. Łempicki Ignacy (ur. 1766), t. XVIII, s. 326–327, (jako redaktor).
36. Łubieński Maciej Józef (ur. 1715?–1770), t. XVIII, s. 493–494.
37. Łubieński Władysław Aleksander (1703–1767), t. XVIII, s. 505–511.
38. Manuzzi Jadwiga (ok. 1736–1778), t. XIX, s. 502–504.
39. Manuzzi Mikołaj (zm. 1809), t. XIX, s. 504–507.
40. Manuzzi Stanisław (1773–1823), t. XIX, s. 507–508.
41. Mier Jan (zm. 1790), t. XX, s. 802–803.
42. Mierzejewski Józef Wojciech (II poł. XVIII w.), t. XXI, s. 12–15.
43. Mikorski Franciszek Ksawery (II poł. XVIII w.), t. XXI, s. 161–163.
44. Mokronowski Andrzej (1713–1784), t. XXI, s. 585–594.
45. Monet Jean – Antoine (1703–1795), t. XXI, s. 647–651.
46. Moszczeński Andrzej (1742–1823), t. XXII, s. 87–91.
47. Olizar Leonard (1753–1815?), t. XXIII, s. 815–819.
48. Orlik Grzegorz (1702–1759), t. XXIV, s. 202–205.
49. Piattoli Scipione 1749–1809), t. XXV, s. 818–828.
50. Podolski Gabriel (1719–1777), t. XXVII, s. 149–161.
51. Poniatowski Andrzej (1734–1773), t. XXVII, s. 412–420.
52. Poniński Jan Nepomucen (1735–po 1782), t. XXVII, s. 531–536, (wspólnie z Wacławem Szczygielskim).
53. Popiel Józef (1848–1880), t. XXVII, s. 558.
54. Popiel Onufry (ok. 1770–1828), t. XXVII, s. 564–565.
55. Popiel Paweł (1733–1809), t. XXVII, s. 565–568.
56. Popiel Paweł (1870–1936), t. XXVII, s. 573–574.
57. Potocki Seweryn (1762–1829), t. XXVIII, s. 136–140, (wspólnie z Jerzym Skowronkiem).
58. Potocki Stanisław Szczęsny (1752–1805), t. XXVIII, s. 183–202.
59. Pusłowski Wojciech (1762–1833), t. XXIX, s. 423–427.
60. Pusłowski Zygmunt (1848–1913), t. XXIX, s. 427–429.
61. Puszet Franiszek Ksawery (1746–1812), t. XXIX, s. 445–446.
62. Radziwiłłowa Maria (ok. 1730–1795), t. XXX, s. 402–409.
63. Reverdil Marek Ludwik (1734–1790), t. XXXI, s. 165–168, (wspólnie z Jadwigą Rudnicką).
64. Rostworowski Franciszek Ksawery (1749–1816), t. XXXII, s. 191–193.
65. Rostworowski Łukasz (ok. 1644–1691), t. t. XXXII, s. 194–196.
66. Rostworowski Jan Nepomucen (1799–1847), t. XXXII, s. 198–201.